# Синхронізатор (фототехніка)

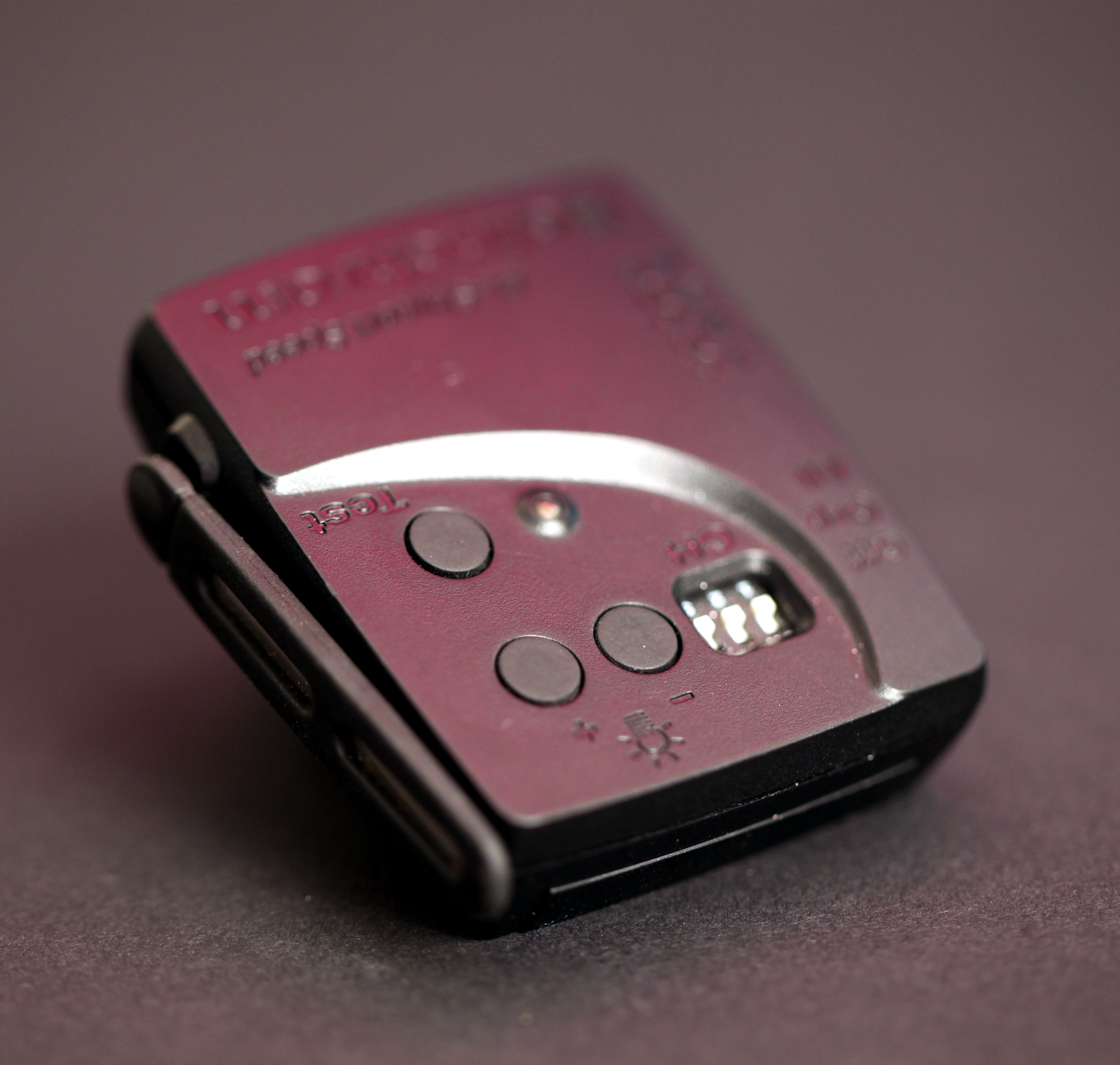
Радіосинхронізатор «Elinchrom»

Синхронізатор — пристрій для синхронізації затвора фотокамери із зовнішніми фотоспалахами або аналогічним студійним освітленням.

## Способи синхронізації
З часом методи синхронізації спалахів із затвором зазнали значних змін. Магнієві фотоспалахи синхронізувалися вручну завдяки довгим витримкам. Спалах запалювався відразу ж після відкриття доступу світла і початку ручної витримки, а після спрацьовування спалаху затвор закривався. Для низькочутливих фотоматеріалів тих років довгі витримки були загальноприйняті, і в автоматичній синхронізації потреби не було.
Поява високочутливих фотоматеріалів, що дозволяють знімати в приміщенні з миттєвими витримками без штатива, збіглася за часом з винаходом одноразових балонів з електричним підпалом, придатних для автоматичної синхронізації. Перші синхроконтакти виконувались у вигляді окремого пристрою — синхронізатора, що з'єднувався зі спалахом і кнопкою спуску фотокамери. Контакти замикалися при натисканні на кнопку одночасно зі спрацьовуванням затвора. Перевагою такого способу була доступність знімання зі спалахом для апаратури, не оснащеної вбудованим синхроконтактом. Однак, точність такої синхронізації була невисокою, іноді призводячи до появи пропущених кадрів, знятих без спалаху.
Поступово синхроконтакт став частиною затворної конструкції. У цьому випадку контакти замикають рухомі деталі затвора при його спрацьовуванні. Спалах приєднувався двома проводами, кожен із яких підключався до затвора своїм штирковим роз'ємом. Згодом два окремих дроти замінили двожильним кабелем, а парні роз'єми поступилися місцем одному коаксіальному типу «PC» (Prontor-Compur).
Проте, дротове з'єднання було недостатньо надійним і кабель заважав під час репортажного знімання, тому до 1950-их років провід виключили з конструкції накамерних спалахів, завдяки появі центрального контакту «гарячого черевика». Проте виносні спалахи продовжували підключати до камери кабелем. Синхрокабелем оснащено більшість сучасних студійних електронних спалахів. Він підключається до спалаху, зазвичай роз'ємом типу «джек», а до фотокамери коаксіальним роз'ємом «PC». Це найтрадиційніший і найнадійніший спосіб синхронізації. Недоліки: фотограф обмежений довгим кабелем, що заважає іншим учасникам знімання. Крім того, електричний опір надто довгого кабелю може унеможливити роботу синхроконтакту.

### Світлова пастка
Необхідність синхронізації спалахів, розташованих далеко від камери спонукала розробити бездротові способи, перший з яких заснований на різкій зміні освітленості в момент спрацьовування провідного спалаху, встановленого на фотоапараті. До кола підпалу веденого (англ. slave) спалаху підключається пристрій з безінерційним фотодіодом, що реагує на передній фронт імпульсу ведучого спалаху, але не сприймає плавних коливань світла. Та можна домогтися стійкого спрацьовування від імпульсу ведучого будь-якої кількості ведених спалахів. Світлосинхронізатор, або «світлова пастка», виконана у вигляді знімного блоку, підключається до синхрокабелю спалаху. Згодом, світлосинхронізатори стали вбудовувати в більшість серійних спалахів, наприклад «Nikon Speedlight SB-26». У СРСР світловими пастками оснащували спалахи «Філ-101» і деякі інші.
Сучасні студійні спалахи штатно оснащуються світлосинхронізатором, що зменшує кількість дротів у студії. Головним недоліком технології вважають неможливість одночасної роботи в одному приміщенні кількох фотографів, оскільки ведені спалахи в цьому випадку спрацьовуватимуть на світлові імпульси кожного з них. Системні спалахи для цифрових фотоапаратів запускають світлосинхронізатор занадто рано, оскільки він реагує на попередній вимірювальний імпульс, який випромінюється до відкриття затвора. Для усунення проблеми сучасні світлові пастки, що випускаються у вигляді окремого блока, забезпечують затримкою спрацьовування. Як правило, затримка може працювати в декількох режимах: фіксоване запізнення (як правило, 50 мілісекунд) або спрацьовування від другого, третього чи четвертого спалаху ведучого приладу.

### ІЧ-трансмітер

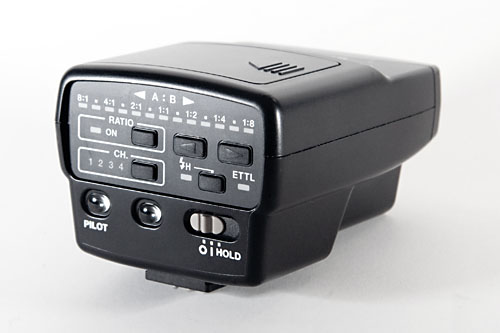
Інфрачервоний трансмітер Canon ST-E2 системи Фотоспалахи Canon EOS

Прогресивнішим способом бездротової синхронізації став інфрачервоний канал, за допомогою якого передається кодоване повідомлення про спрацьовування затвора. У цьому разі випадкове спрацьовування від стороннього спалаху виключається, оскільки різні ІЧ-передавачі можуть використовувати різне кодування команд. Інфрачервоний трансмітер з'єднують зі синхроконтактом фотоапарата кабелем або кріплять на гарячий черевик, при спрацьовуванні затвора він випускає модульоване відповідним кодом повідомлення такому ж приймачеві, встановленому на спалаху. Від кінця 1980-их років системні фотоспалахи провідних виробників фотоапаратури почали штатно оснащувати приймачем інфрачервоного сигналу трансмітера. Найвідоміші системи Canon Speedlite і Nikon Speedlight, що допускають дистанційний запуск будь-якої кількості зовнішніх спалахів . Більшість пристроїв дозволяють працювати на трьох або чотирьох незалежних каналах, запобігаючи небажаним помилкам при роботі кількох фотографів.
У системі Canon крім спалахів донедавна випускався трансмітер ST-E2, призначений для встановлення в черевик і запуску виносних системних спалахів. Аналогічні функції мають топові моделі спалахів цієї ж системи, які поступово повністю замінили на ринку занадто дорогий трансмітер. Крім функції синхронізації, перелічені системи обмінюються інфрачервоним каналом даними, підтримуючи автоматичне керування експозицією з її вимірюванням через об'єктив. Найпростіший варіант інфрачервоного тригера синхронізації використовують із більшістю студійних спалахів, що штатно оснащуються крім простої світлової пастки інфрачервоним портом. Найсерйознішим недоліком технології вважають порівняно невелику дальність роботи таких систем, обмежену міркуваннями безпеки інфрачервоного випромінювання для зору. У приміщенні впевнена синхронізація досягається на відстані не більше 30—40 м, а на відкритому повітрі ця відстань ще менша. Крім того, роботі системи заважають стороннє світло та непрозорі перешкоди.

### Радіосинхронізатор
Радіозв'язок значно менше залежить від оптичних особливостей середовища, надійніше працюючи в більшості знімальних ситуацій. Система радіосинхронізатора складається з передавача, який з'єднують із синхроконтактом фотоапарата, та приймача, приєднаного до спалаху. Один трансмітер може запускати необмежену кількість спалахів, з кожним з яких має бути зістикований приймач. При цьому встановлення спалаху на фотоапараті необов'язкове. Найдосконаліші радіосинхронізатори, окрім команди на запуск, передають дані про експозицію, підтримуючи експоавтоматику системних спалахів. Кодування запускального сигналу дозволяє «розводити» системи спалахів, встановлені різними фотографами, в різні канали. На великих спортивних заходах, де одночасно знімають кілька десятків репортерів, у прес-центрі зазвичай вивішують список зайнятих каналів радіотрансмітерів.
Радіосинхронізатори мають значно більшу робочу дальність, надійно запускаючи спалахи навіть на великих стадіонах. Їм не заважають перешкоди та не потрібна пряма видимість. Недоліком радіосинхронізації вважають запізнення спрацьовування спалаху, що проявляється в найдешевших моделях. Це виявляється у неможливості знімання на межі синхронізації затвора, допускаючи лише порівняно довгі витримки в 1/30-1/60 с. Іншою проблемою є недостатня завадозахищеність, що призводить до випадкових спрацьовувань від автомобільних сигналізацій та інших пристроїв, які працюють на тих самих частотах.